# L'Albereda (Vilanova de Sau)
L'Albereda és un antic mas inventariat com a monument al municipi de Vilanova de Sau (Osona) situat damunt el modern hostal de la Riba, en el un planell compartit amb el Farigolar, Can Parcet i el Bruguer. Antiga masia que es troba dins de la demarcació del primitiu terme de Sau, avui englobat a Vilanova de Sau. Entre els 16 masos que es registren en el fogatge de 1553 de la parròquia i terme de Sau hi trobem a Antoni Albareda, habitant del mas.
Masia de planta rectangular, construïda aprofitant el desnivell del terreny, és coberta a dos vessants, mentre que la teulada de ponent, formant una mena d'esglaó, és d'un sol vessant. A nivell del primer pis s'hi obre un portal, al qual s'accedeix a partir d'una escala exterior. A llevant, el vessant es troba truncat deixant un espai buit al mig, i s'hi obre, també, un altre portal, tot i que aquest és dovellat i correspon a l'entrada de la casa. A migdia hi ha un portal rectangular, al davant del qual s'hi forma una cabanya de moderna construcció. És construïda amb pedra rogenca, i envoltada per edificacions noves que desmereixen l'antiga estructura. L'estat de conservació és bo. Es troba deshabitada i serveix només de corral.